# Jule Gölsdorf

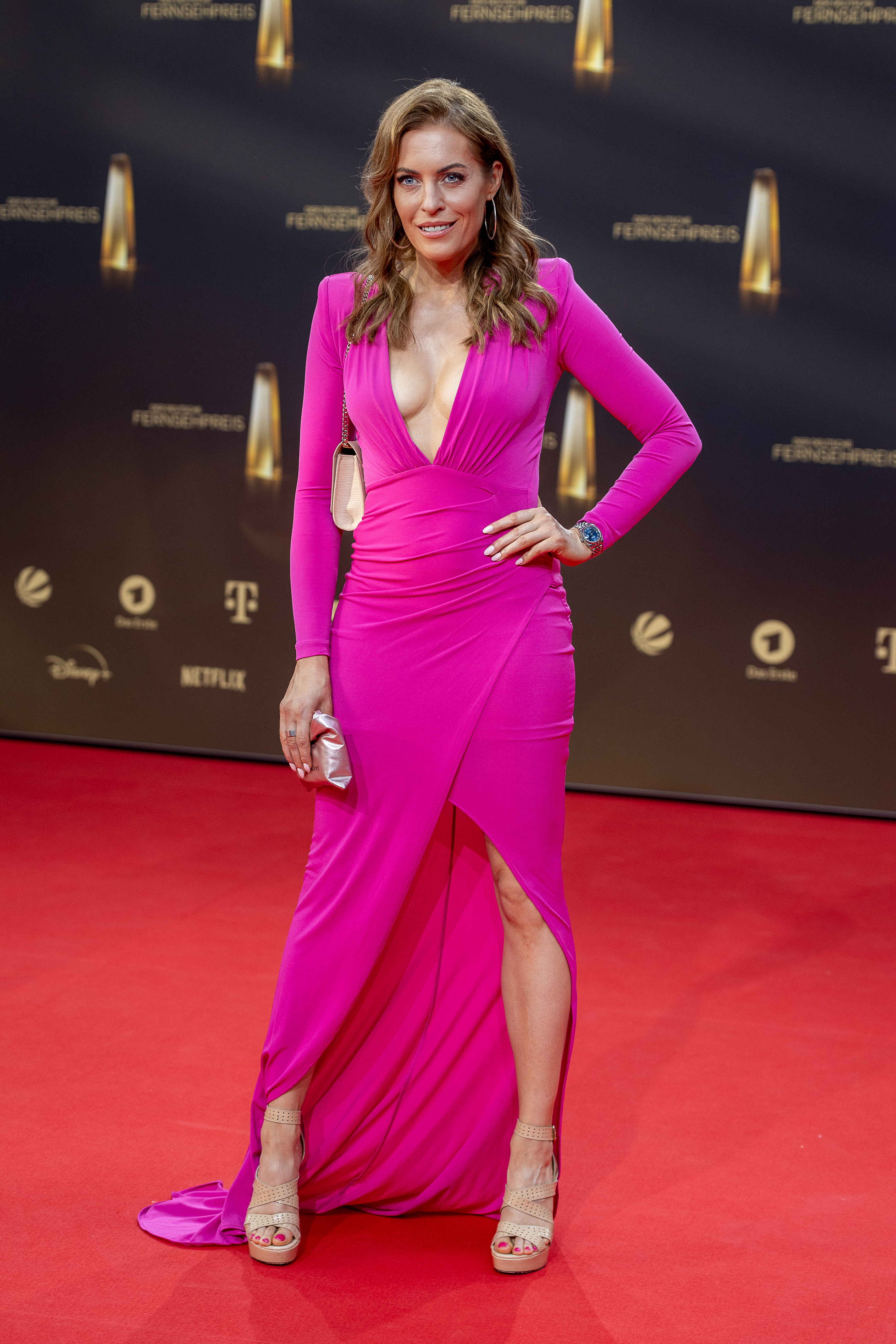
Jule Gölsdorf (2023)

Julia „Jule“ Alice Gölsdorf (* 12. Januar 1976 in Würzburg) ist eine deutsche Fernsehmoderatorin, Journalistin und Autorin (unter anderem als Dana Phillips).

## Leben
Sie ist die Tochter des Gitarrenbauers Dieter Gölsdorf, dem Designer der Duesenberg Guitars.
Jule Gölsdorf absolvierte nach ihrem Schulabschluss ein Studium an der Fernuniversität Hagen (Fächer Politik und Organisation), das sie mit einem Bachelor of Arts (BA) abschloss. Sie arbeitete als Volontärin für NBC GIGA und ließ sich an der Dr. Buhmann Schule in Hannover zur Wirtschaftsassistentin mit den Fächerschwerpunkten Marketing und Fremdsprachen ausbilden.
2005 belegte sie einen Kurs in Kameraacting bei der Mallorca Film Academy, 2006 ein Seminar für Synchronsprecher bei Volker Gerth in München. Des Weiteren besuchte sie 2007 die Schauspielschule The Method Studio in London. Seit April 2017 studiert sie „Management“ an der Fernuniversität Hagen. Sie erlernte Fähigkeiten im Bereich Moderation und journalistisches Schreiben sowie Schauspielern und Synchronsprechen.

## Hörfunk und Fernsehen
Gölsdorf war von 1999 bis 2003 Reporterin und Moderatorin für Hit-Radio Antenne und wechselte dann zu You FM, wo sie bis 2008 tätig war. Von 2007 bis 2009 berichtete sie als freie Mitarbeiterin für 1Live und Bremen Vier.
Sie moderierte von Mai 2003 bis zum 27. September 2012 die Kindernachrichten logo! im KiKA, die mit dem Deutschen Fernsehpreis ausgezeichnet wurden. Von 2005 bis 2009 moderierte sie Maintower, von 2012 bis 2016 Hallo Hessen für den Hessischen Rundfunk und von 2009 bis 2012 die Sendung Ansichten bei Radio Bremen. Von 2009 bis 2021 moderierte sie die Nachrichten bei n-tv. Von 2016 bis 2018 moderierte sie die Fernsehsendung Mein Nachmittag. Seit Frühling 2021 ergänzt sie das Nachrichten-Team des Sat.1-Frühstücksfernsehens. Außerdem moderiert sie seit 2016 die Fernsehsendung Bingo!.
Gölsdorf hatte Nebenrollen in Verbotene Liebe, Messy (Kurzfilm) sowie in der Kindersendung Löwenzahn. Zudem ist sie Autorin von Kriminalromanen, die im Fürstentum Monaco spielen.

## Fernsehsendungen

### Ehemalige Moderationen
- 2003–2012: logo! (KiKa/ZDF)
- 2005–2009: maintower (HR)
- 2009–2021: n-tv Nachrichten (ntv)
- 2012–2016: Hallo Hessen (HR)
- 2016–2018: Mein Nachmittag (NDR)
- 2018–2021: n-tv Wissen (ntv)
- 2022–2023: Sat.1 Nachrichten (Sat.1)
- 2022–2023: Newstime (ProSieben, als Vertretung)

### Aktuelle Moderationen
- seit 2016: Bingo! (NDR)
- seit 2019: NDR Info (NDR)
- seit 2021: Nachrichten im SAT.1-Frühstücksfernsehen (Sat.1)
- seit 2023: newstime (Sat.1)

## Werke und Auszeichnungen
Sprechrollen:
- logo! Klima und Klimawandel. (Hörbuch, Manuskript, Regie und Produktion), Der Hörverlag, München 2009, ISBN 978-3-86717-433-6.
- The Uncanny (DVD)
- Schau hin (DVD und Online-Quiz)
- Fernsehbeiträge für das ZDF und KiKA
- YOUFM (Hörfunktrailer)

Autorin:
- Dana Phillips: Aber bitte mit Sake – Auf Kreuzfahrt mit tausend Japanern. Bastei-Lübbe Verlag, Köln 2012, ISBN 978-3-404-60734-1.
- Dana Phillips: Avanti Amore – Mein Sommer unter Italienern. Bastei-Lübbe Verlag, Köln 2012, ISBN 978-3-404-60672-6.
- Jule Gölsdorf, Tim Boltz: Harn aber herzlich (Alles über ein dringendes Bedürfnis). Piper-Verlag, München 2015, ISBN 978-3-492-30759-8.
- Jule Gölsdorf: Mörderisches Monaco. Aufbau-Verlag, Berlin 2015, ISBN 978-3-7466-3131-8.
- Jule Gölsdorf: Tödliche Vorstellung. Aufbau-Verlag, Berlin 2016, ISBN 978-3-7466-3265-0.

Auszeichnungen:
- 2001: Grimme Online Award für giga.de
- 2010: Deutscher Fernsehpreis „Beste Informationssendung“ für logo! Die Welt und ich.